# Muhlenbergia richardsonis
Muhlenbergia richardsonis är en gräsart som först beskrevs av Carl Bernhard von Trinius, och fick sitt nu gällande namn av Per Axel Rydberg. Muhlenbergia richardsonis ingår i släktet muhlygräs, och familjen gräs. Inga underarter finns listade i Catalogue of Life.

## Bildgalleri

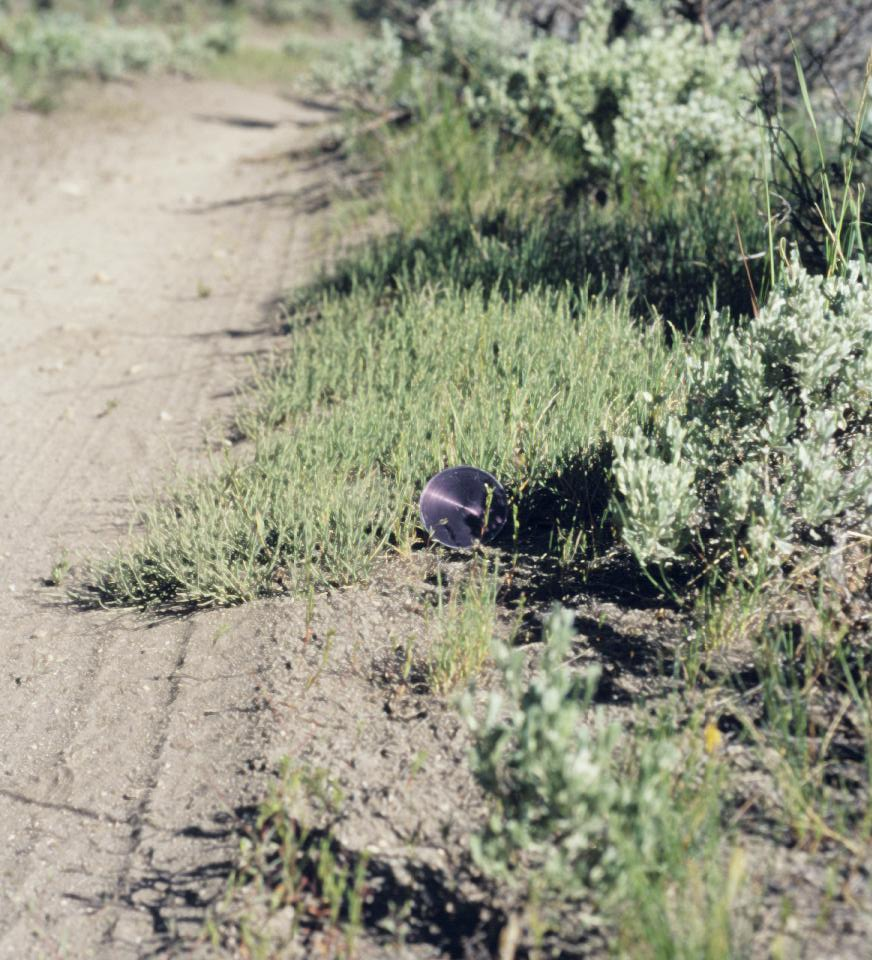
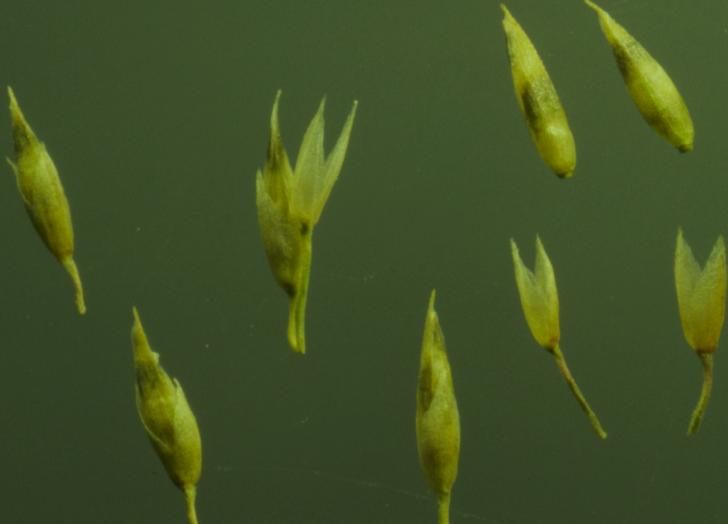
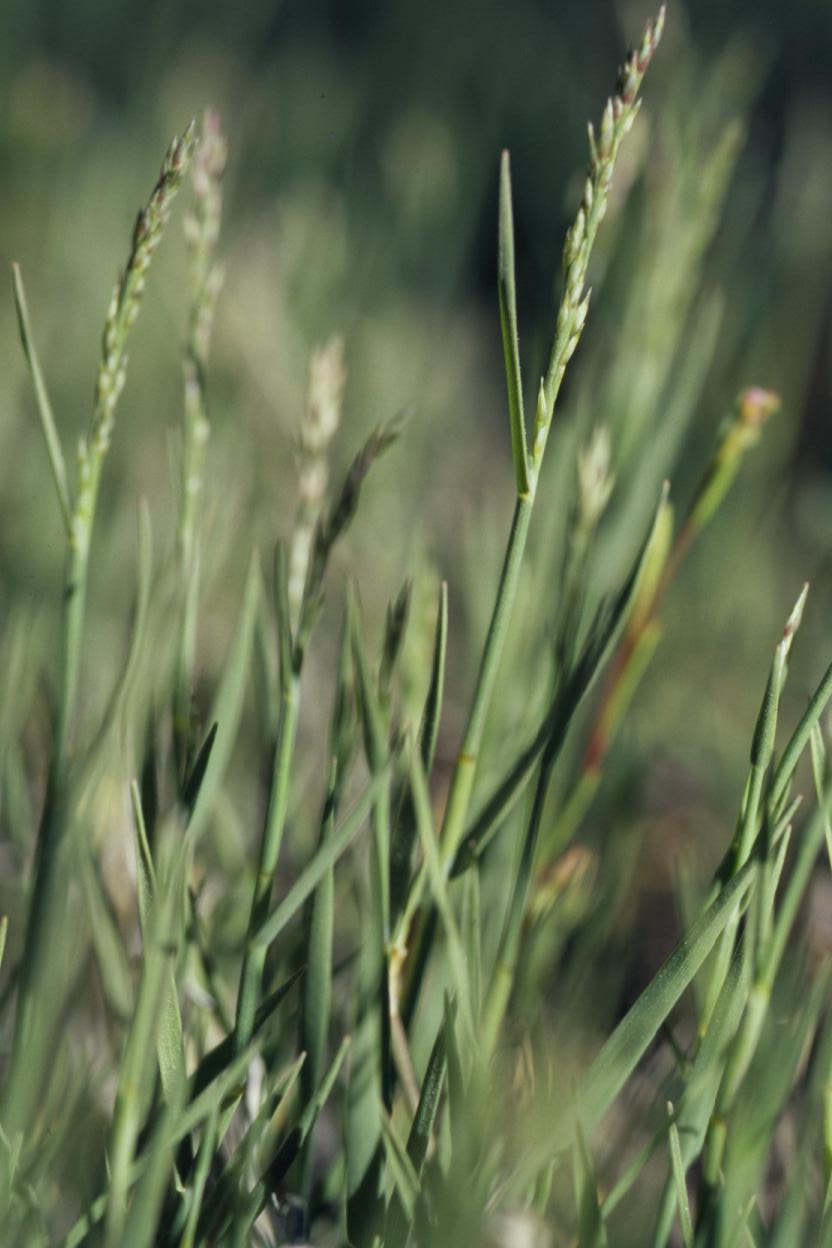
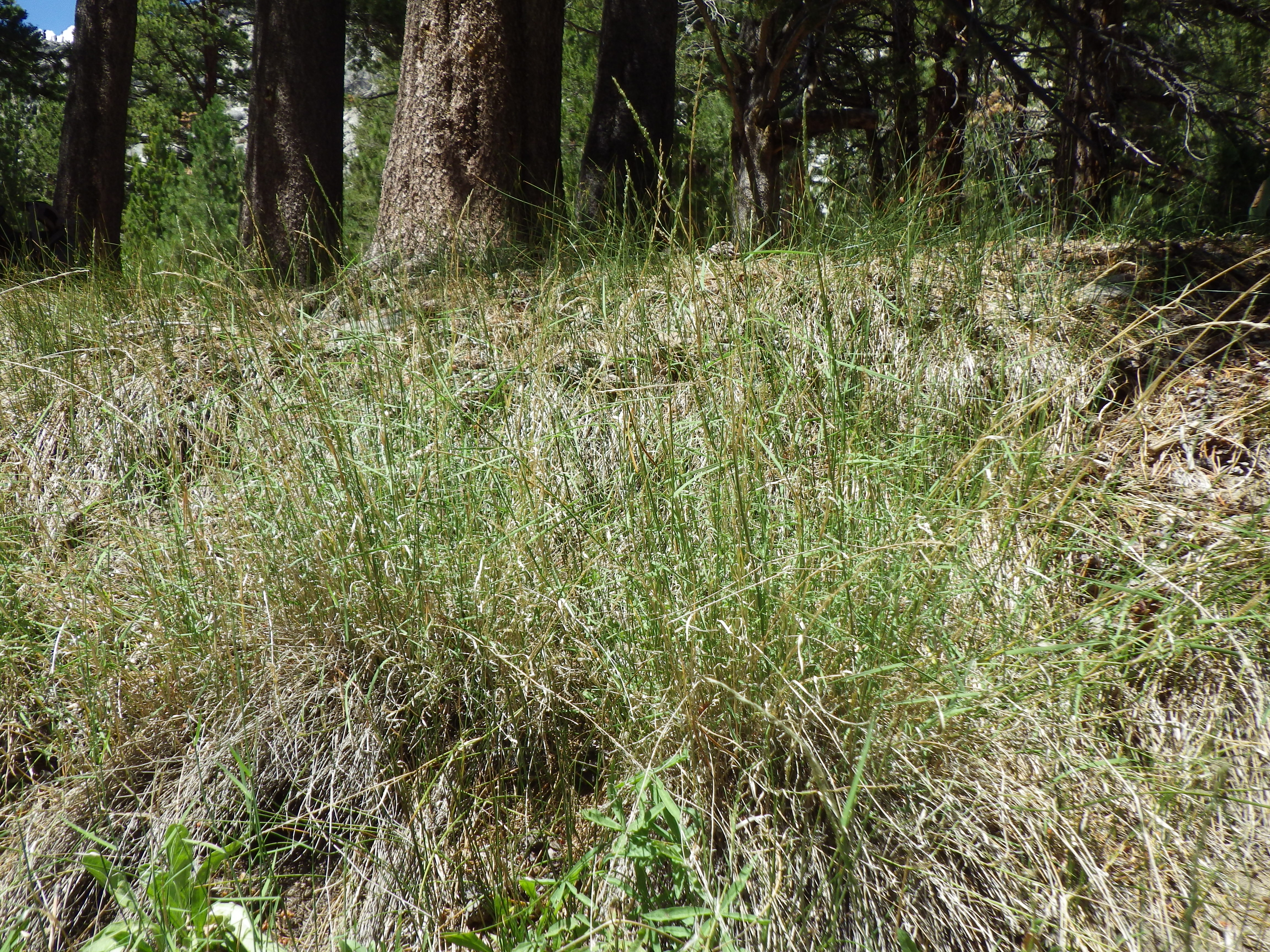